# Монумент, сооружённый на месте скважины, первооткрывателям Саратовского газа
Монумент, сооруженный на месте скважины, первооткрывателям Саратовского газа находится в городе Саратов, посёлок Елшанка, улица Елшанская.

## История
Полномасштабный поиск нефти и природного газа в Саратовской области начался в 1937—1940 годах, когда Нижневолжский геологоразведочный трест(НВГРТ) начал работы по бурению разведочных скважин. Первый результат выдала скважина № 1 Елшанской площади, из которой 28 октября 1941 года был получен газовый фонтан мощностью 800 тысяч кубометров в сутки. Это был первый Саратовский газ, и в условиях уже начавшейся Отечественной войны это событие имело громадное значение. В июне 1942 года рядом с Елшанской № 1 была пробурена вторая скважина с дебетом в 1 миллион кубометров газа в сутки.

Первопроходцы отечественной газовой отрасли

В сентябре 1942 ГКО (Государственный комитет обороны) принял решение о строительстве первого в стране газового трубопровода Елшанка — Саратов протяженностью около 16 км. Тысячи горожан — рабочие, студенты, школьники, пожилые домохозяйки — рыли траншеи на трассе строительства газопровода. Строительство вели с двух сторон, и за 35 суток газопровод был готов. 28 октября 1942 года Саратовская ГРЭС начала работать на природном газе. Вслед за ГРЭС газ привели на оборонные заводы, на хлебопекарни, на малые ТЭЦ — Саратов стал первым городом в СССР, в котором началась газификация. 3 сентября 1944 года вышло постановление Государственного Комитета Обороны № 6499 «О строительстве газопровода Саратов — Москва». После подготовки чертежей трассы, Газопровод Саратов — Москва протяжённостью 843 км был построен и сдан в эксплуатацию 11 июля 1946 года.
Саратовская нефть была получена в ноябре 1948 года, когда была пробурена скважина № 10 на Соколовой горе на глубину 1947 метров (намного глубже, чем бурили до этого). Нижневолжский геологоразведочный трест в 1949 г. был преобразован в «Саратовнефть», а в 1964 году преобразован в производственное объединение «Саратовнефтегаз».
В 1966 году исполнялось 20 лет газопроводу Саратов — Москва и 25 лет первой скважине в Елшанке, давшей первый газ, что стало началом газовой (а затем и нефтяной) отрасли Саратовской области. В связи с юбилеем и за многолетний доблестный труд большая группа работников нефтегазовой промышленности Саратовской области были награждены орденами и медалями СССР в июне 1966 г.

## Описание
В 1966 году руководством ПО «Саратовнефтегаз» было решено поставить Памятник первооткрывателям саратовского газа на месте первой скважины в Елшанке. Решение было выполнено летом 1966 г. На открытие памятника были приглашены ветераны НВГРТ и был проведен митинг. На памятнике была табличка: «Здесь в 1941 году в суровые дни войны скважина № 1-К дала первый Саратовский газ». Памятник был создан в виде макета буровой вышки, на котором была надпись: 25 лет. В дальнейшем менялись только цифры: 30 лет… 50 лет. Всем приглашённым были вручены памятные значки.
В 1996 году к 50-летию газопровода Саратов — Москва территория вокруг памятника была благоустроена, постамент расширен, а сам макет буровой вышки заменён на новый (похожий, но повыше) и с надписью «Первая скважина России». За постаментом была возведена стенка с маршрутом газопровода Саратов — Москва. Затем рядом был собран макет газопровода, заканчивающийся стелой, на которой закреплена памятная плита: «Первопроходцы отечественной газовой отрасли» с портретами и именами: Можаровский Б. А., Сенюков В. М., Енгуразов И. И., Кутуков А. И.

## Фотографии

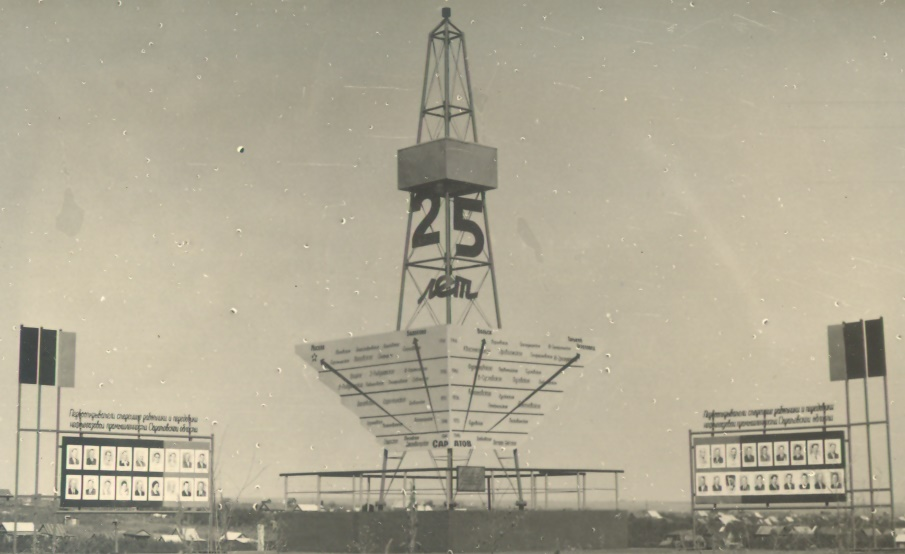
Памятник после открытия в 1966 г.
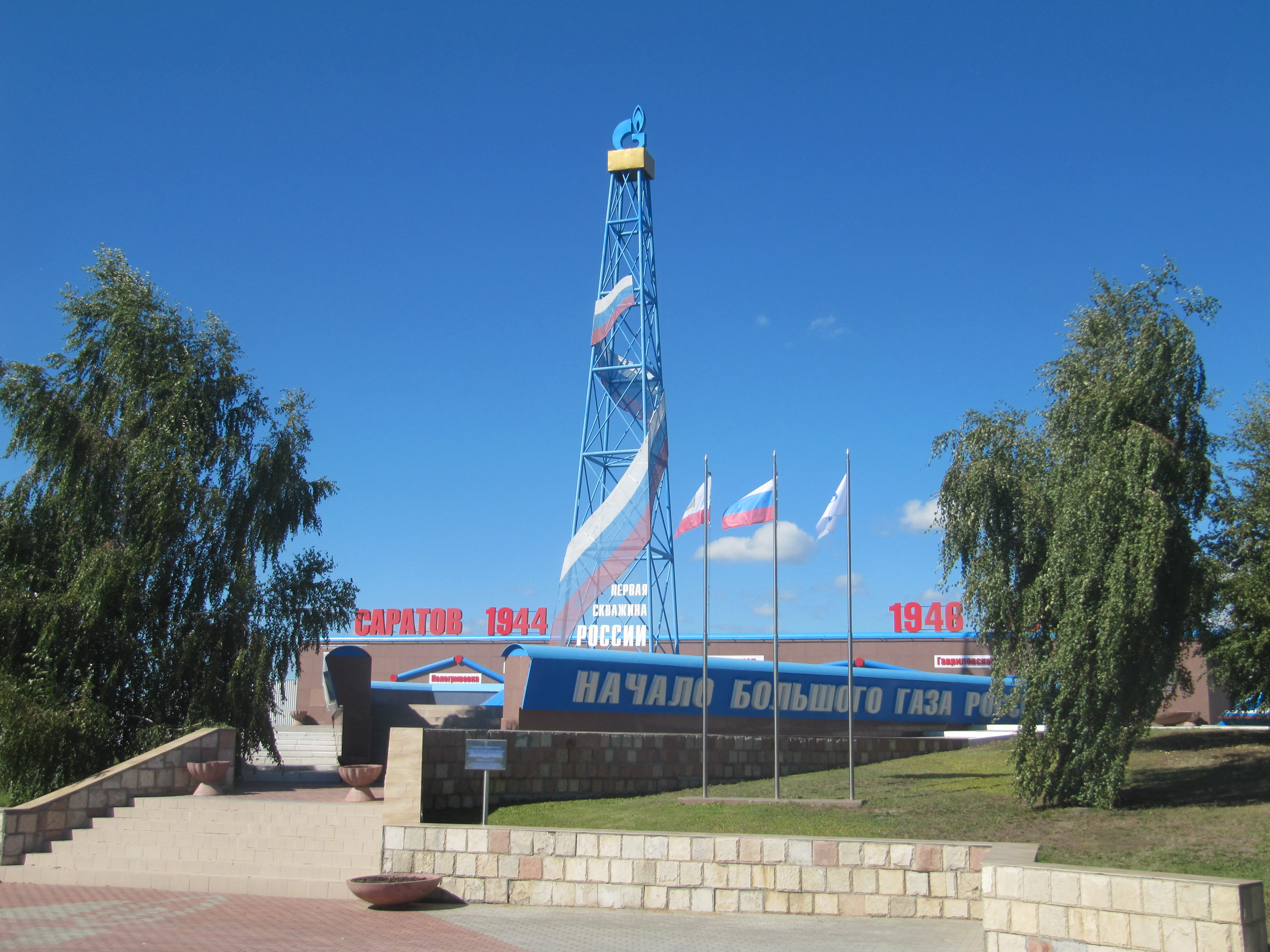
Памятник в 2021г.
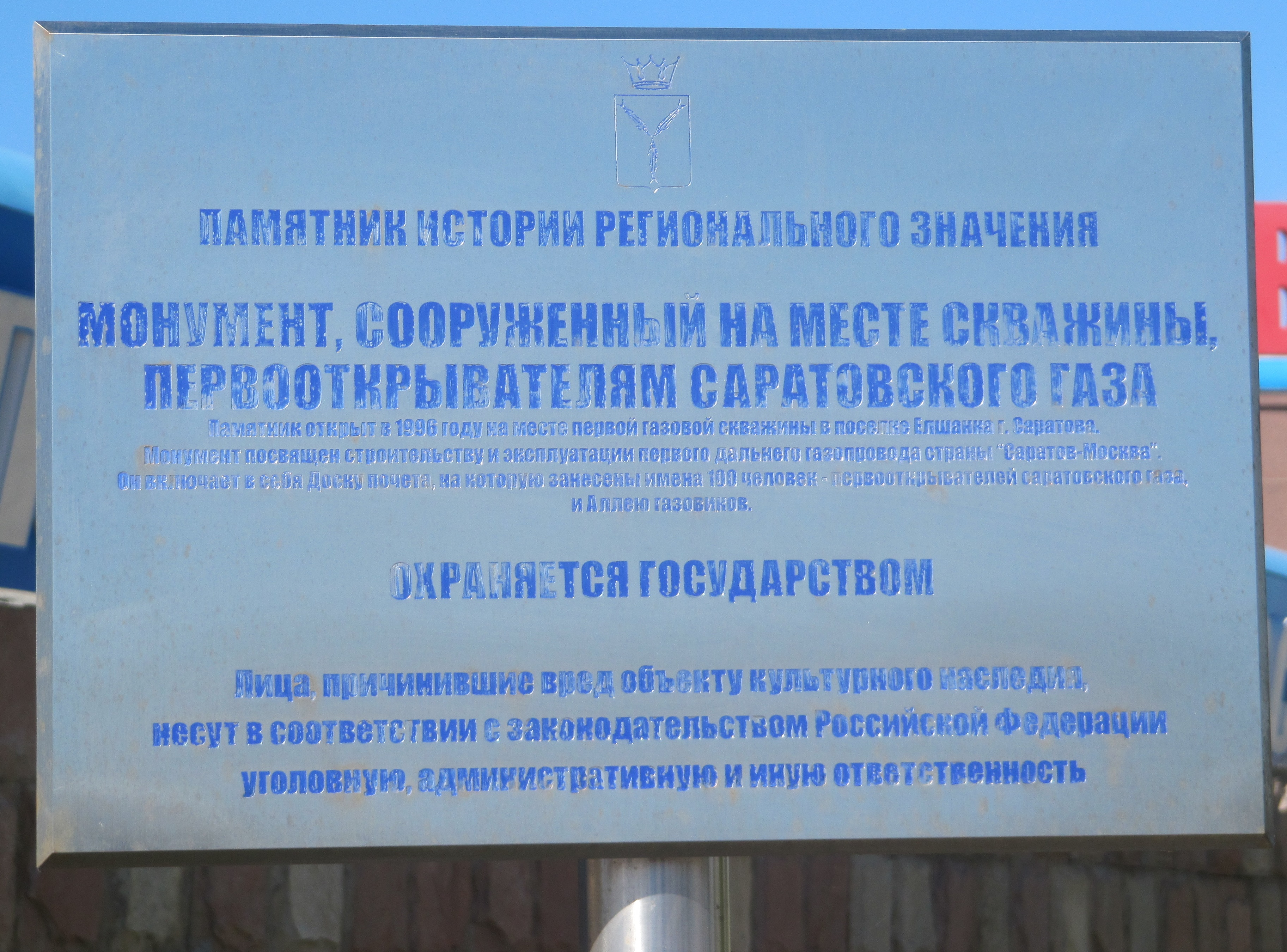
Табличка
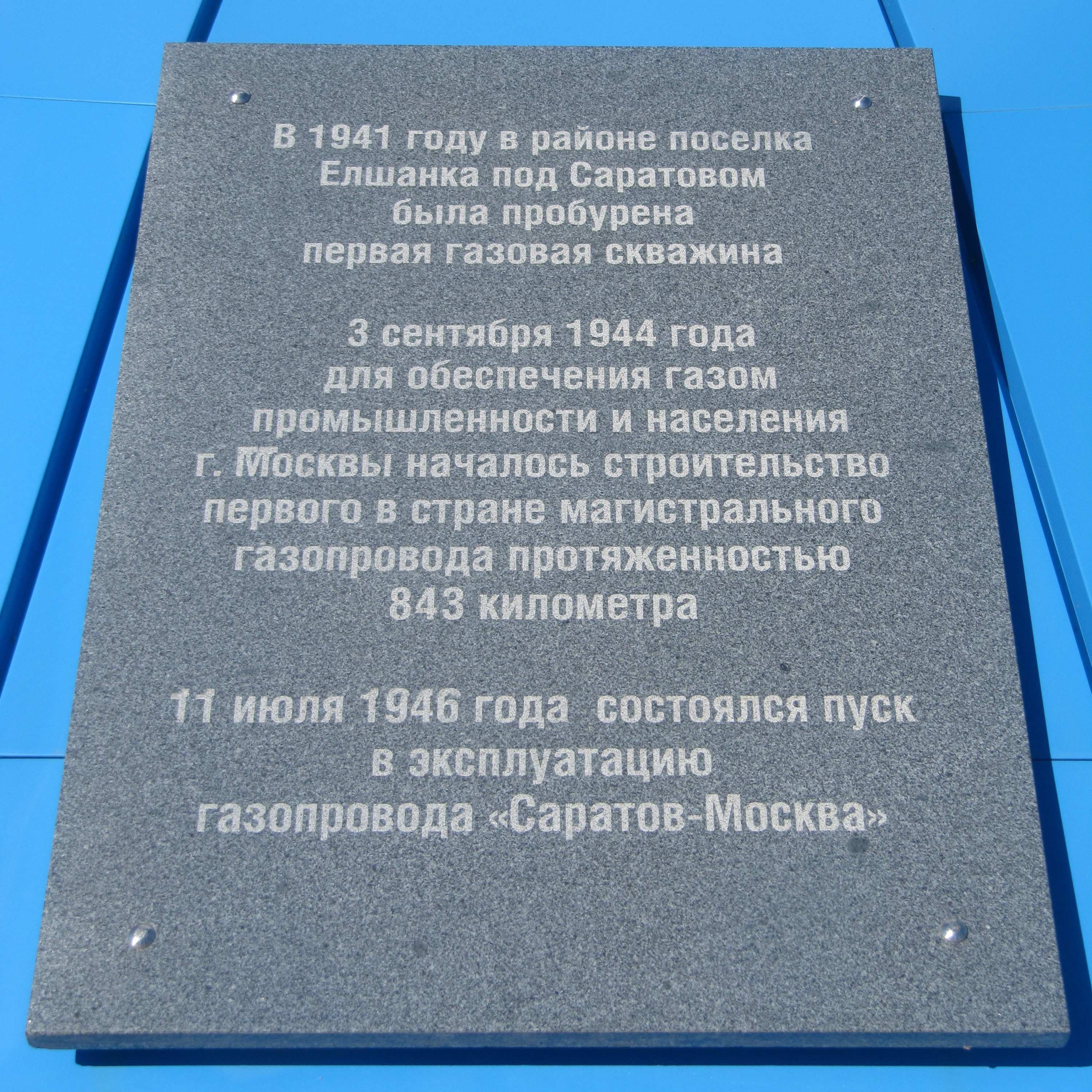
Памятная плита на основании памятника
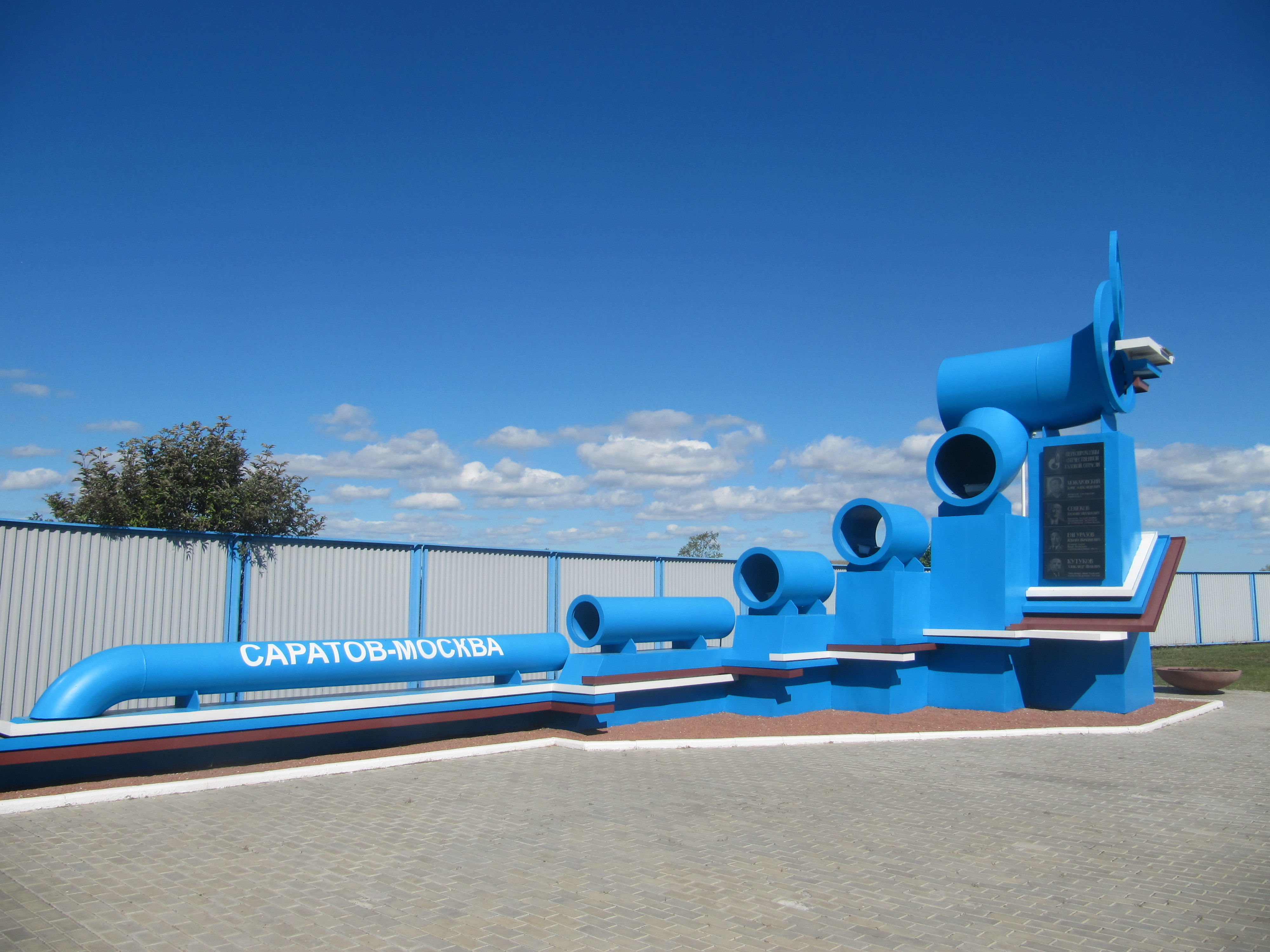
Памятный знак: Газопровод Саратов-Москва
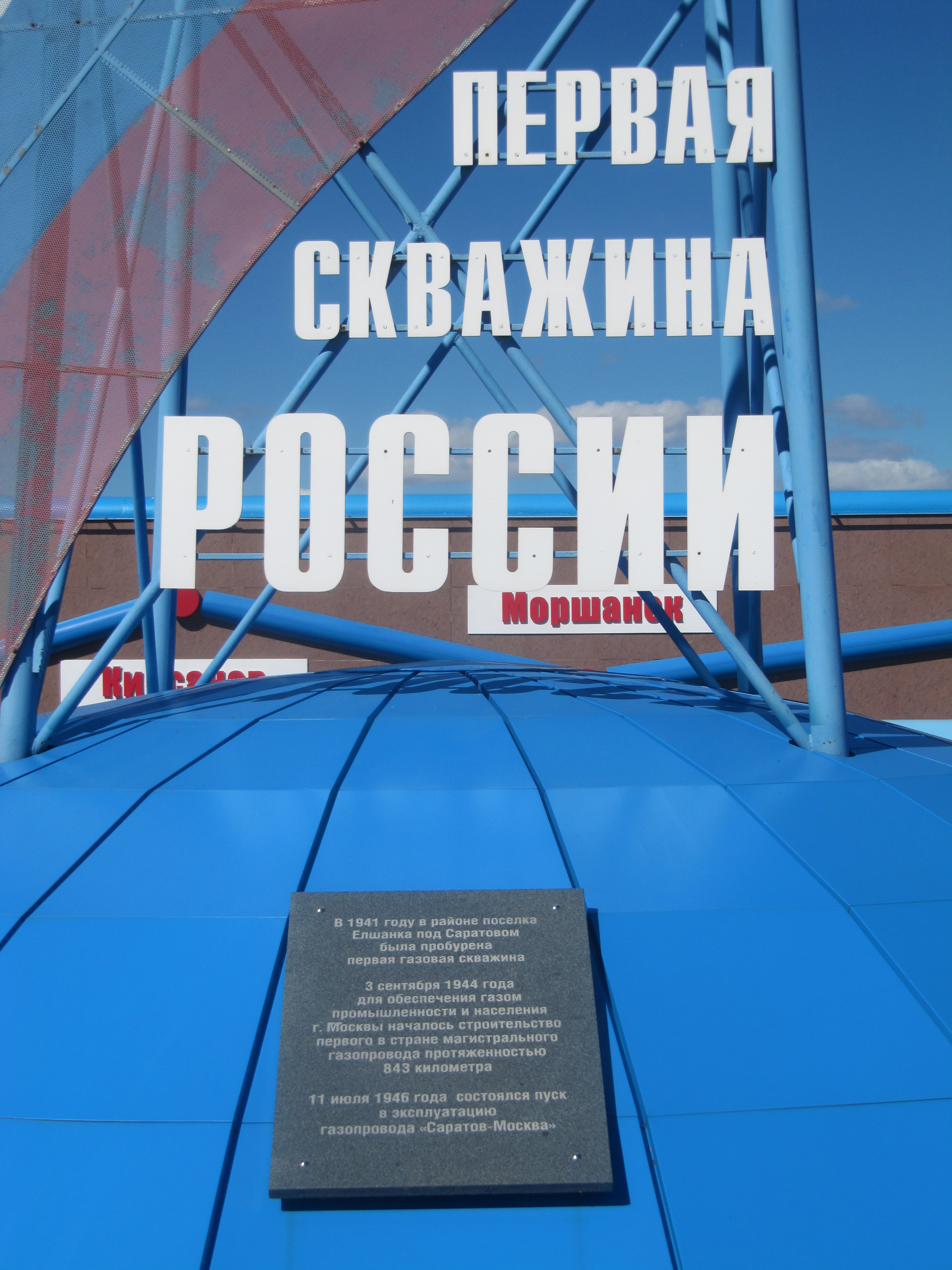
Первая скважина России - надпись и памятная плита
Значок 20лет газопроводу Саратов-Москва 1946-1966
Значок 25лет Саратов газ нефть 1941-1966